# Ligne Hisatsu Orange Railway
La ligne Hisatsu Orange Railway (肥薩おれんじ鉄道線, Hisatsu Orenji Tetsudō-sen) est une ligne ferroviaire située dans les préfectures de Kumamoto et Kagoshima au Japon. Elle relie la gare de Yatsushiro à Yatsushiro à la gare de Sendai à Satsumasendai. La ligne est exploitée par la compagnie Hisatsu Orange Railway.

## Histoire
La section de la ligne principale Kagoshima entre Yatsushiro et Sendai ouvre entre 1922 et 1927.
Le 13 mars 2004, à l'occasion de l'ouverture de la ligne Shinkansen Kyūshū, la section est transférée de la JR Kyushu à Hisatsu Orange Railway. La section est renommée ligne Hisatsu Orange Railway.

## Caractéristiques

### Ligne
- Longueur : 116,9 km
- Ecartement : 1 067 mm
- Electrification : 20 000 V-60 Hz
- Nombre de voies : 
  - Double voie de Yunoura à Tsunagi
  - Voie unique de Yatsushiro à Yunoura et de Tsunagi à Sendai

### Gares
| Numéro | Gare                      | Nom japonais       | Distance (km) | Correspondances                                           | Localisation  | Localisation            |
| ------ | ------------------------- | ------------------ | ------------- | --------------------------------------------------------- | ------------- | ----------------------- |
| OR01   | Yatsushiro                | 八代               | 0             | JR Kyushu : Kagoshima (interconnexion), Hisatsu           | Yatsushiro    | Préfecture de Kumamoto  |
| OR02   | Higo Kouda                | 肥後高田           | 4,8           |                                                           | Yatsushiro    | Préfecture de Kumamoto  |
| OR03   | Hinagu Onsen              | 日奈久温泉         | 10,1          |                                                           | Yatsushiro    | Préfecture de Kumamoto  |
| OR04   | Higo Futami               | 肥後二見           | 13,7          |                                                           | Yatsushiro    | Préfecture de Kumamoto  |
| OR05   | Kami Tanoura              | 上田浦             | 18,0          |                                                           | Ashikita      | Préfecture de Kumamoto  |
| OR06   | Tanoura Otachimisaki Park | たのうら御立岬公園 | 22,1          |                                                           | Ashikita      | Préfecture de Kumamoto  |
| OR07   | Higo Tanoura              | 肥後田浦           | 23,6          |                                                           | Ashikita      | Préfecture de Kumamoto  |
| OR08   | Uminoura                  | 海浦               | 26,7          |                                                           | Ashikita      | Préfecture de Kumamoto  |
| OR09   | Sashiki                   | 佐敷               | 29,8          |                                                           | Ashikita      | Préfecture de Kumamoto  |
| OR10   | Yunoura                   | 湯浦               | 33,7          |                                                           | Ashikita      | Préfecture de Kumamoto  |
| OR11   | Tsunagi                   | 津奈木             | 42,4          |                                                           | Tsunagi       | Préfecture de Kumamoto  |
| OR12   | Shin-Minamata             | 新水俣             | 45,8          | JR Kyushu : Kyūshū Shinkansen                             | Minamata      | Préfecture de Kumamoto  |
| OR13   | Minamata                  | 水俣               | 49,6          |                                                           | Minamata      | Préfecture de Kumamoto  |
| OR14   | Fukuro                    | 袋                 | 55,4          |                                                           | Minamata      | Préfecture de Kumamoto  |
| OR15   | Komenotsu                 | 米ノ津             | 61,3          |                                                           | Izumi         | Préfecture de Kagoshima |
| OR16   | Izumi                     | 出水               | 65,6          | JR Kyushu : Kyūshū Shinkansen                             | Izumi         | Préfecture de Kagoshima |
| OR17   | Nishi-Izumi               | 西出水             | 68,3          |                                                           | Izumi         | Préfecture de Kagoshima |
| OR18   | Takaono (ja)              | 高尾野             | 72,1          |                                                           | Izumi         | Préfecture de Kagoshima |
| OR19   | Nodagou                   | 野田郷             | 75,3          |                                                           | Izumi         | Préfecture de Kagoshima |
| OR20   | Origuchi                  | 折口               | 80,7          |                                                           | Akune         | Préfecture de Kagoshima |
| OR21   | Akune                     | 阿久根             | 86,2          |                                                           | Akune         | Préfecture de Kagoshima |
| OR22   | Ushinohama                | 牛ノ浜             | 92,2          |                                                           | Akune         | Préfecture de Kagoshima |
| OR23   | Satsuma Ohkawa            | 薩摩大川           | 65,7          |                                                           | Akune         | Préfecture de Kagoshima |
| OR24   | Nishikata                 | 西方               | 99,6          |                                                           | Satsumasendai | Préfecture de Kagoshima |
| OR25   | Satsuma Taki              | 薩摩高城           | 102,3         |                                                           | Satsumasendai | Préfecture de Kagoshima |
| OR26   | Kusamichi                 | 草道               | 107,3         |                                                           | Satsumasendai | Préfecture de Kagoshima |
| OR27   | Kami Sendai               | 上川内             | 113,7         |                                                           | Satsumasendai | Préfecture de Kagoshima |
| OR28   | Sendai                    | 川内               | 116,9         | JR Kyushu : Kyūshū Shinkansen, Kagoshima (interconnexion) | Satsumasendai | Préfecture de Kagoshima |